# (100531) 1997 CP12
(100531) 1997 CP12 es un asteroide perteneciente al cinturón de asteroides, descubierto el 3 de febrero de 1997 por el equipo del Spacewatch desde el Observatorio Nacional de Kitt Peak, Arizona, Estados Unidos.

## Designación y nombre
Designado provisionalmente como 1997 CP12.

## Características orbitales
1997 CP12 está situado a una distancia media del Sol de 2,428 ua, pudiendo alejarse hasta 2,861 ua y acercarse hasta 1,995 ua. Su excentricidad es 0,178 y la inclinación orbital 1,984 grados. Emplea 1382,44 días en completar una órbita alrededor del Sol.

## Características físicas
La magnitud absoluta de 1997 CP12 es 16,7.